# Hemerobius indicus
Hemerobius indicus is een insect uit de familie van de bruine gaasvliegen (Hemerobiidae), die tot de orde netvleugeligen (Neuroptera) behoort. 
Hemerobius indicus is voor het eerst wetenschappelijk beschreven door Kimmins in 1938.